# 9892 Meigetsuki
A 9892 Meigetsuki (ideiglenes jelöléssel (9892) 1995 YN3) a Naprendszer kisbolygóövében található aszteroida. Kobajasi Takao fedezte fel 1995. december 27-én.